# Condado del Real Aprecio

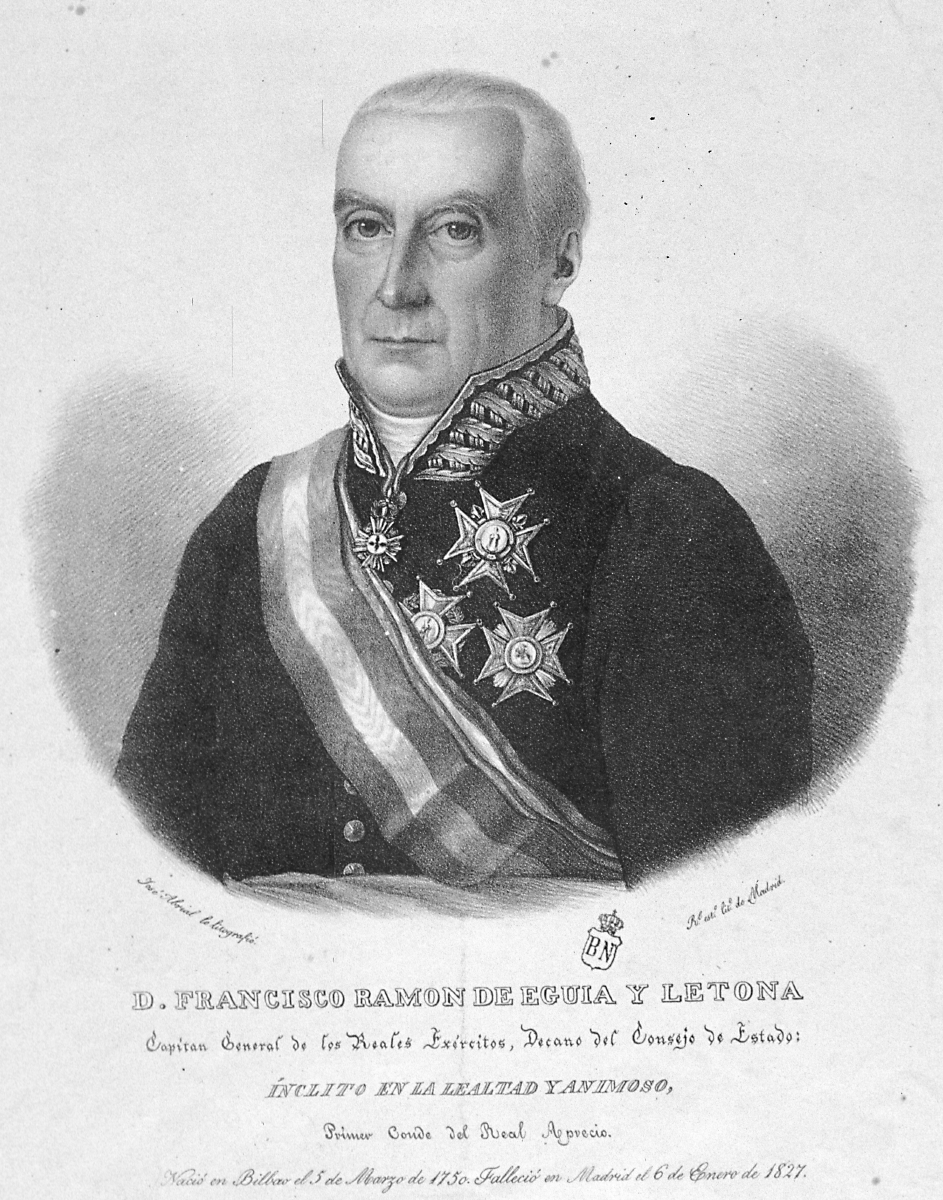
Francisco Ramón de Eguía y López de Letona, I conde del Real Aprecio.

El condado del Real Aprecio es un título nobiliario español otorgado mediante real decreto el 14 de diciembre de 1823 por el rey Fernando VII a favor de Francisco Ramón de Eguía y López de Letona, capitán general de los Reales Ejércitos y Ministro de la Guerra.
El preceptivo real despacho se emitió el 12 de octubre de 1827 a su hijo Francisco Agustín de Eguía y Vallescá, al que se le considera segundo conde del Real Aprecio, quien, con rigor ortodoxo, sería el primer conde.
Este título fue rehabilitado por el rey Alfonso XIII en 1893, a favor de Álvaro Alcalá-Galiano y Vildósola, como tercer conde del Real Aprecio.

## Condes del Real Aprecio
|                                 | Titular                                    | Periodo                   |
| Creación por Fernando VII       | Creación por Fernando VII                  | Creación por Fernando VII |
| ------------------------------- | ------------------------------------------ | ------------------------- |
| I                               | Francisco Ramón de Eguía y López de Letona | 1823-1827                 |
| II                              | Francisco Agustín de Eguía y Vallescá      | 1827-                     |
| Rehabilitación por Alfonso XIII |                                            |                           |
| III                             | Álvaro Alcalá-Galiano y Vildósola          | 1893-1936                 |
| IV                              | Alfonso Alcalá-Galiano y Chávarri          | 1941/50- ?                |
| V                               | Alfonso Alcalá-Galiano y Ferrer            | 1977-actual titular       |

## Historia de los Condes del Real Aprecio
- Francisco Ramón de Eguía y López de Letona (1750-1827), I conde del Real Aprecio, hijo de Francisco Antonio de Eguía e Izarza y de María Antonia de Letona.

1. Casó con Margarita de Vallescar y Scarponi. Le sucedió su hijo:

- Francisco Agustín de Eguía y Vallescá, II conde del Real Aprecio.

Rehabilitado, en 1893, por Alfonso XIII a favor de:
- Álvaro Alcalá-Galiano y Vildósola, III conde del Real Aprecio.

1. Casó con María Chávarri y Aldecoa. Le sucedió su hijo:

- Alfonso Alcalá-Galiano y Chávarri, IV conde del Real Aprecio.

1. Casó con Isabel Ferrer y González-Álvarez. Le sucedió su hijo:

- Alfonso Alcalá-Galiano y Ferrer, IV conde del Real Aprecio.

1. Casó con María José Malo de Molina y de la Riva.